# Конвой O-006 (жовтень 1943)
Конвой O-006 (жовтень 1943) — японський конвой часів Другої світової війни, проведений у жовтні 1943 року.
Конвой сформували для проведення групи суден із Рабаула (головна передова база японців на острові Нова Британія, з якої провадились операції на Соломонових островах та сході Нової Гвінеї) до Палау — важливого транспортного хабу на заході Каролінських островів.
До складу конвою увійшли танкер «Теннан-Мару», транспорти «Джохор-Мару», «Казан-Мару», «Бунзан-Мару» та, можливо, «Косей-Мару» (за іншими даними, прибув до Палау в складі іншого конвою O-505) і «Ходзукава-Мару» (за іншими даними, у цей період перебувало у Японії). Ескорт складався з мисливців за підводними човнами CH-22 та CH-24.
20 жовтня 1943 року судна вийшли з Рабаула та попрямували на північний захід. 22 жовтня CH-22 відкрив вогонь по цілі, ідентифікованій як підводний човен у надводному положенні.
23 жовтня в районі за 500 км на північний захід від островів Адміралтейства підводний човен Silversides атакував конвой та торпедував три судна. «Теннан-Мару» затонуло, при цьому загинуло 42 члени екіпажу та 5 пасажирів. «Казан-Мару» певний час трималось на воді, проте 24 жовтня також затонуло від завданих пошкоджень, загинуло 7 членів екіпажу.
Третім торпедованим судном було «Джохор-Мару», на якому внаслідок атаки Silversides вийшов з ладу судовий двигун. Мисливець за підводними човнами CH-24 невдало спробував добити судно, проте в підсумку «Джохор-Мару» розстріляв артилерійським вогнем Silversides. На «Джохор-Мару» загинуло 79 пасажирів та 5 членів екіпажу.
«Бунзан-Мару» успішно досягнув Палау, звідки на початку листопада вирушив до японського порту Саєкі. Що стосується мисливців CH-22 та CH-24, то вони 2 листопада попрямували назад до Рабаула як ескорт конвою SO-205.
Невдовзі, у жовтні та грудні 1943 року, між Рабаулом і Палау пройдуть ще два конвої з тим же індексом O-006.